# Josef Blažejovský
Josef Blažejovský (9. září 1949 Praha – 22. prosince 2004 Praha) byl český kytarista a hudební skladatel, textař, člen skupin The Symphonic, Markýz John, Taxmeni (bývalí Krajánci), Pacifik.
Původním povoláním byl elektrikář, od základní vojenské služby se věnoval žánru country až do své smrti před Vánocemi v roce 2004.

## Nejznámější písně
- Džínová láska (zpěv Helena Maršálková a Václav Maršálek)
- Hej kočí (zpěv Václav Maršálek a Vladimír Vodvářka)
- Jaro nad Bretaní
- Klára
- Starý kámoši
- Žižkov
- Stopy sešlapanejch bot
- Ďáblův vlak (zpěv Helena Maršálková)
- Žebřiňák
- To už dávno nejsem já
- Hledaný muž (spoluautor textu Jan Hromas, zpěv Vratislav Vyskočil)
- Cesta má ze tebou (spoluautor textu Michal Bukovič)
- Nashville (zpěv Vladimír Vodvářka)